# Alexandr Petkov
Alexandr Petkov (în rusă Александр Петков; n. 27 noiembrie 1972, Ciobalaccia, raionul Cantemir) este un istoric, politolog și politician moldovean, fost deputat în Parlamentul Republicii Moldova de legislatura a XIX-a (2010-2014) din partea Partidului Comuniștilor din Republica Moldova (PCRM). Este redactorul-șef și directorul agenției de presă „OMEGA”. În prezent ocupă funcția de primar al municipiului Bălți.
Pe 22 noeimbrie 2014 acesta a fost exclus din Partidul Comuniștilor din Republica Moldova „pentru încălcarea statutului formațiunii”.
La alegerile parlamentare din 30 noiembrie 2014 a fost inclus pe poziția a treia în lista candidaților din partea Partidului „PATRIA”, condus de Renato Usatîi, dar cu două zile înainte de alegeri partidul a fost exclus din cursa electorală.
Pe 31 ianuarie 2015 Alexandr Petkov a fost amendat cu 1980 de lei pentru ultragierea colaboratorilor organelor de ocrotire a normelor de drept și opunerea de rezistență, caz care a avut loc pe 9 decembrie 2014, în incinta Curții de Apel Chișinău, în timpul examinării unui recurs privind aplicarea arestării preventive în privința unei persoane învinuite. La mijlocul lunii februarie, el a fost sancționat cu 2.200 de lei pentru două contravenții - lipsă de respect față de judecători și nesupunere cu rea-voință reprezentantului structurilor de drept. În data de 14 ianuarie, Petkov l-a insultat pe un procuror în timpul unei ședințe de judecată, fapt pentru care risca 10 zile de arest, însă, într-un final i s-a aplicat o amendă de 500 de lei.